# Aeroportul Nunukan
Aeroportul Nunukan (IATA: NNX, ICAO: WRLF) este un aeroport din Kalimantanul de Est, Indonezia ce deservește zona Nunukan⁠(d). A fost numit după zona deservită.
Situat la o altitudine de 15 m, aeroportul dispune de o singură pistă.